# ترومای زیبا
«ترومای زیبا» آلبومی از هنرمند اهل ایالات متحده آمریکا پینک است که در ۱۳ اکتبر ۲۰۱۷ از طریق آرسی‌ای رکوردز منتشر شد. اولین تک‌آهنگ از این آلبوم پس ما چی (ترانه پینک) بود که در ۱۰ اوت ۲۰۱۷ منتشر گردید.
این آلبوم در چارت استرالیا، اتریش، بلژیک، کانادا، جمهوری چک، هلند، فرانسه، ایرلند، نیوزلند، اسکاتلند، سوئیس، بریتانیا و آمریکا در رتبه یک قرار گرفت و در چارت‌های سوئد، اسپانیا، کره جنوبی، پرتغال، لهستان، نروژ، ایتالیا، مجارستان، آلمان، فنلاند، دانمارک و کرواسی جزو ده آلبوم اول قرار گرفت.